# Мозгоскрёбы
«Мозгоскрёбы» (англ. Dreamscaperers) — 19 серия 1 сезона американского мультсериала «Гравити Фолз».

## Сюжет
Предыстория
Обсуждая прошлые проступки бизнес-соперника Дяди Стэна, Гидеона Глифула, близнецы слышат, как кто-то ворвался в Хижине Чудес. Они находят Гидеона в соседней комнате, пытающегося выяснить комбинацию сейфа Стэна с намерением украсть документ внутри него. Они противостоят Гидеону, который изначально не воспринимает Стэна всерьёз, но в конечном итоге убегает, когда Стэн бьёт его метлой.
Основной сюжет
После того, как Гидеон уходит, Пайнс с Венди и Зус, которые работают в Хижине Чудес, садятся смотреть телевизор. После того, как Зус обнаруживает, что на кухне носится летучая мышь, Стэн отправляет своего племянника Диппера позаботиться об этом, заставляя Диппера думать, что его дядя не любит его, заставляя выполнять самые тяжёлые работы.
Тем временем Гидеон выполняет ритуал в лесу Гравити Фолз, чтобы призвать злое могущественное существо, Билла Шифра. Билл соглашается вторгнуться в разум Стэна ради Гидеона, убедившись, что он также поможет ему в другом неуказанном собственном проекте. Однако их планы подслушивают Мэйбл и Зус, и они сообщают о ситуации Дипперу. Диппер сверяется со своим загадочным дневником №3, одной из трёх книг, найденных в Гравити Фолз, в которых хранятся сверхъестественные секреты региона, и узнаёт об опасностях и способностях Билла. Уловив вторжение Билла в разум Стэна, Диппер, Мэйбл и Зус с помощью ритуала, описанного в загадочном дневнике, следуют за Биллом в его разум.
Они находят Билла, который, очевидно, ждал их, и говорит, что они не должны входить в воспоминания Стэна вместе с ним. Он также участвует в различных выходках, в которых он вытаскивает из головы Мэйбл персонажей фильма, о которых она думала (Зайлер и Красс), которые следуют за ними до конца эпизода. Банда входит в психологическую версию Хижины Чудес в сознании Стэна, где хранятся все его воспоминания. Пока они ищут безопасную комбинацию до того, как это сделает Билл, демон снов умудряется маскироваться под Зуса и следовать за ними. Диппер обращается к воспоминаниям Стэна и находит воспоминания о том, как он разговаривал с Зусом о своей собственной жизни в качестве слабого ребёнка, думая, что он действительно говорил о нём. Разозлившись на своего дядю, Диппер не желает помочь остальным спасти его и уходит.
После того как Мэйбл находит в памяти безопасную комбинацию, Билл обнаруживает себя, крадёт её и убегает, когда Мэйбл, Зус, Зайлер и Красс отправляются на его поиски. Между тем, Диппер случайно возвращается к тому же воспоминанию, которое он видел, и понимает, что он совершил ошибку, и что Стэн выражал свои настоящие чувства к Дипперу, и, просмотрев остальную часть воспоминания, узнаёт, что Стэну сложно подготовить его к «смотреть в лицо миру». Воображаемый Стэн говорит ему, что вы можете делать всё, что можете вообразить, когда находитесь в пространстве разума.
Мэйбл и Зус уже нашли Билла, который мучает их, воплощая в жизнь их худшие кошмары. Диппер быстро приходит с новостями о том, что он может воплощать мечты в реальность, и демонстрирует свои способности своей сестре с помощью лазерного зрения. Используя своё воображение, они почти побеждают Билла, который решает сдаться и покинуть разум Стэна. Через несколько секунд после того, как Диппер, Мэйбл и Зус вернулись из разума Стэна, они обнаруживают, что Гидеон снова ворвался в комнату и успешно украл документ – на этот раз он просто использовал динамит, чтобы взломать сейф, не нуждаясь в комбинации замка. Эпизод заканчивается сносом Хижины Чудес.

## Криптограмма
Криптограмма 20-15 2-5 3-15-14-20-9-14-21-5-4… расшифровывается шифром A1Z26 как: TO BE CONTINUED... (рус. Продолжение следует…).

## Производство
Эпизод «Мозгоскрёбы» был написан Тимоти «Тимом» Маккеоном и Мэттью «Мэтт» Чапманом по рассказу создателя сериала Александра «Алекса» Хирша с раскадровкой Мэтта Брэли и Дэвида Геммилла. Разработчики сериала Джо Питт и Джон Аошима сняли эпизод. Джон Аошима и Мэтт Брэли работали с Хиршем в сериале с момента создания пилотного эпизода, который использовался для презентации шоу.
В серии «Мозгоскрёбы» впервые появился антагонист сериала Билл Шифр, однако его изображения показываются на протяжении всего сезона. Во время сцены, где вызывают Билла, он вычёркивает несколько изображений на своём теле, таких как Джон Ф. Кеннеди, НЛО, Камень Солнца, Аполлон, Стоунхендж, пирамиды Гизы, круги на полях и т. д., Продолжая насмехаться над шоу. теорий заговора. Персонажи Зайлера и Красса из фантастического фильма «Старшая школа мечты» основаны на мультфильмах 1980-х и фильмах для подростков, снятых в США.
Актёрский состав эпизода состоял из стандартных Джейсона Риттера в роли Диппера Пайнса, Кристен Шаал в роли Мэйбл Пайнс, Алекс Хирша в роли Стэна Пайнса, Зуса и нового персонажа Билла Шифра и Туропа Ван Ормана в роли Гидеона. Среди дополнительных голосов – Линда Карделлини в роли Венди, Грег Сайпс в роли Красса, Джон Робертс в роли Зайлера, Дженнифер Кулидж в роли Ленивой Сьюзан, Грей Делайл в роли Карлы Маккоркл, Кевин Майкл Ричардсон в роли Шерифа Блабса и Стивен Рут в роли Бада Глифула.

## Отзывы критиков
Серия была выпущена 12 июля 2013 года и набрал 2,7 миллиона зрителей, заняв второе место в США. За день выхода в эфир он получил оценку 0,5 от 18–49 демографической аудитории.
Аласдер Уилкинс из The A.V. Club, поставив ему оценку «A-», охарактеризовал этот эпизод как «радостное празднование всего, что сериал совершил за эти первые 19 эпизодов». В обзоре эпизода Уилкинс заявил, что «шоу стало достаточно сложным в повествовании историй и работе с персонажами, чтобы легче было выделить персонажа, столь восхитительно глупого».  Он заявляет, что Билл Шифр — самое запоминающееся творение в эпизоде, описывая его как «Око Провидения в цилиндре», а также заявляет, что «сценарий и озвучивание Алекса Хирша поразительно гармонируют с персонажем; Билл способен на подлинное злится, когда его планы не срабатывают, но всегда возникает ощущение, что он просто играет с детьми, позволяя им временно избивать его, потому что это его забавляет». Тем не менее, Уилкинс раскритиковал эпизод за использование «недостаточно мотивированных историй», а также за попытки сценаристов дать Мэйбл и Дипперу равный статус в сериале.
Этот эпизод принёс художественному директору Иану Уорреллу награду за выдающиеся достижения в области анимации на церемонии вручения премии Primetime Creative Arts Emmy Awards 2014.